# Rik Smits (basketballer)
Rik Smits (Eindhoven, 23 augustus 1966) is een Nederlands voormalig basketballer, van 1988 tot 2000 in dienst van de Indiana Pacers.  Hij werd op dat moment de best betaalde Nederlandse profsporter aller tijden. Hij is een van de succesvolste Nederlandse basketballers.

## Jeugd en College

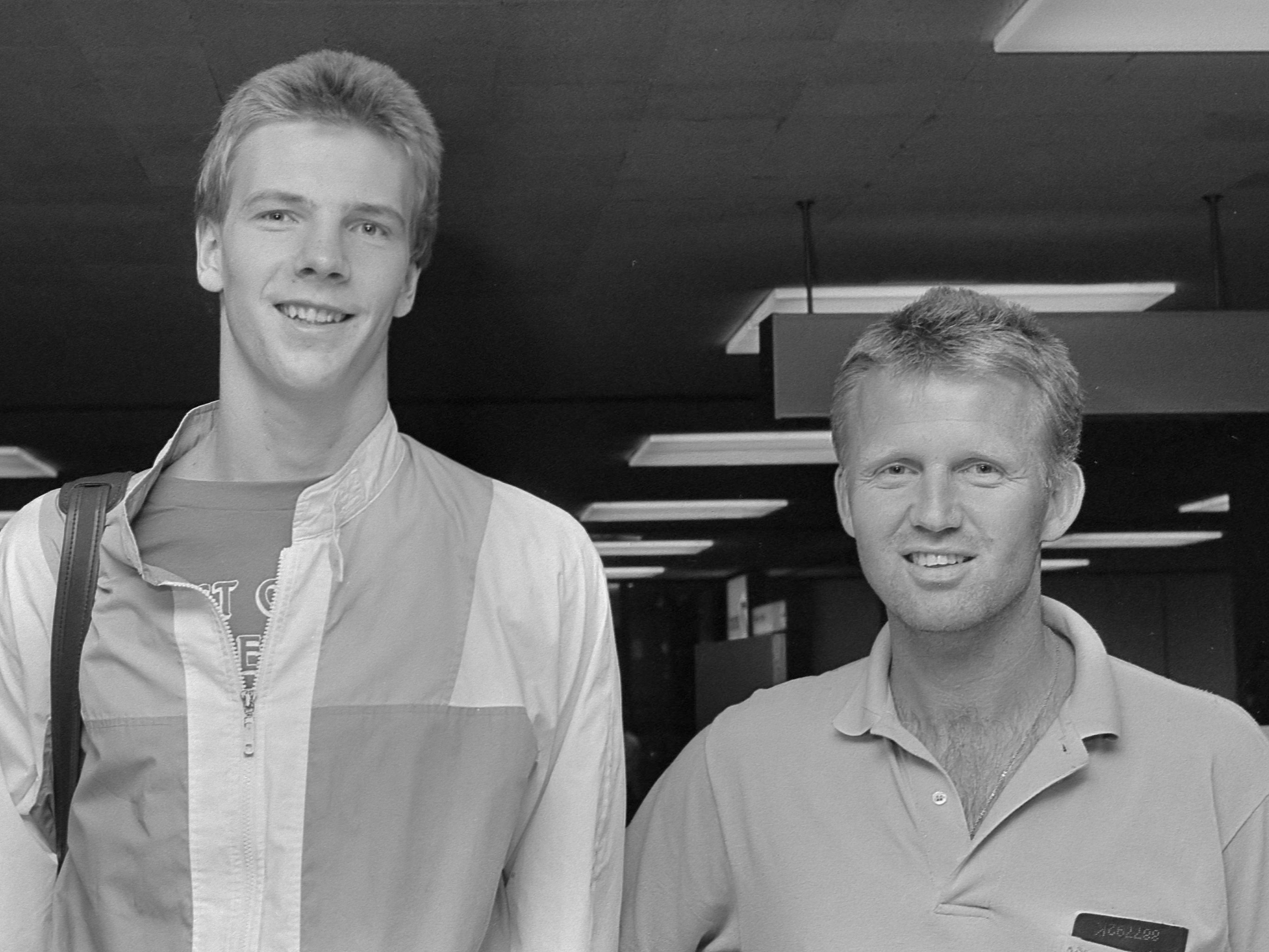
Rik Smits en Ruud Harrewijn in 1986

Smits begon op zijn veertiende met basketbal bij PSV/Almonte in Eindhoven. Wanneer de coach van het Marist College basketball team een bezoek brengt aan Nederland en Smits ontmoet, biedt hij Smits een beurs aan om te komen spelen voor het Marist College, ondanks dat hij Smits geen minuut heeft zien spelen. In 1984 vertrok Smits naar de Verenigde Staten, waar hij vier jaar speelde voor het Marist College basketballteam Red Foxes in Poughkeepsie. 
In de college competitie leerde Smits gebruik te maken van zijn lengte.
In 1986 leidde Smits de Red Foxes naar het ECAC Metro Conference-kampioenschap en speelde het Marist college hun eerste NCAA-toernooi. 
In 1987 leidde hij de Red Foxes naar 20 overwinningen in de Divisie I en opnieuw een deelname in het NCAA-toernooi. Met een gemiddelde van 24,7 punten, 8,7 rebounds en 3,9 blocks trok Smits de aandacht van de NBA teams.

## NBA
Met de tweede keuze kozen de Indiana Pacers Rik Smits uit de NBA Draft van 1988. Bij de Pacers zou Smits eigenlijk tweede keus zijn achter Steve Stipanovich, maar toen Stipanovich een blessure opliep die zijn carrière beëindigde, startte Smits in 71 wedstrijden van zijn rookiejaar. Met een gemiddelde van 11,7 punten en 6,1 rebounds per wedstrijd verdiende hij de All-Rookie First Team onderscheiding. 
Na een lastige periode begin jaren negentig groeide Rik Smits uit tot een van de belangrijkste spelers van de Pacers samen met Reggie Miller. De Nederlander maakte zichzelf geliefd bij de Pacers-fans met uitstekende prestaties in de play-offs, met name in de vierde wedstrijd van de Eastern Conference Finals van 1995, waar hij in de allerlaatste seconde, met een zogeheten buzzer beater, de wedstrijd besliste in het voordeel van de Indiana Pacers.
Smits werd in 1998 geselecteerd voor de NBA All-Star game, samen met onder meer Michael Jordan, Karl Malone, Shaquille O'Neal, Reggie Miller en de jongelingen Tim Duncan en Kobe Bryant. In de NBA All-Star Game, spelende voor het Eastern Conference team, scoorde Smits tien punten, zeven rebounds en vier assists, inclusief een spectaculaire pass achter zijn rug naar New Jersey Nets-aanvaller Jayson Williams, die daarna scoorde met een slam dunk.  
In het seizoen 1999/2000 bereikte Smits met de Indiana Pacers de finale van de NBA. Het landskampioenschap ging daarin met 4-2 naar de Los Angeles Lakers met onder meer Kobe Bryant en Shaquille O'Neal, die Rik Smits een van zijn moeilijkste tegenspelers uit zijn carrière noemde. 
In de zomer van 2000 sloot Smits na twaalf jaar zijn profcarrière in de VS af en werd Smits in 2007 door de fans als vierde gekozen voor het Pacers '40th Anniversary Team, achter Reggie Miller, Mel Daniels en Jermaine O'Neal. 
Hij speelde 971 wedstrijden in de NBA en zijn gehele professionele carrière voor de Indiana Pacers. Smits scoorde in zijn NBA-carrière in totaal 12.871 punten, 5.277 rebounds en 1.111 blocks.
Smits woont nog steeds in de VS, waar hij zich hoofdzakelijk met zijn hobby bezighoudt, sleutelen aan oude crossmotorfietsen. Op 30 november 2011 was Smits te zien in Yahoo! Sport, over zijn deelname aan motorcrossraces. In 2008 won Smits de AHRMA Vintage National Premier 500 Intermediate Class op een BSA 500.

## Nationaal team
Smits nam met het Nederlands nationaal basketbalteam deel aan het WK van 1986 en het EK van 1987. Op het WK in Spanje scoorde hij een gemiddelde van 17,4 punten per wedstrijd. 
Op de Europese kampioenschappen die het jaar daarop in Griekenland werden gehouden, behaalde hij een gemiddelde van 22 punten per optreden.
Na zijn carrière in de NBA keerde hij voor een paar weken terug naar Noord-Brabant en stelde hij zich als niet-prof weer beschikbaar voor het nationale team.

## Erelijst
NBA
- NBA All-Star (1998)
- NBA All-Rookie First Team (1988)

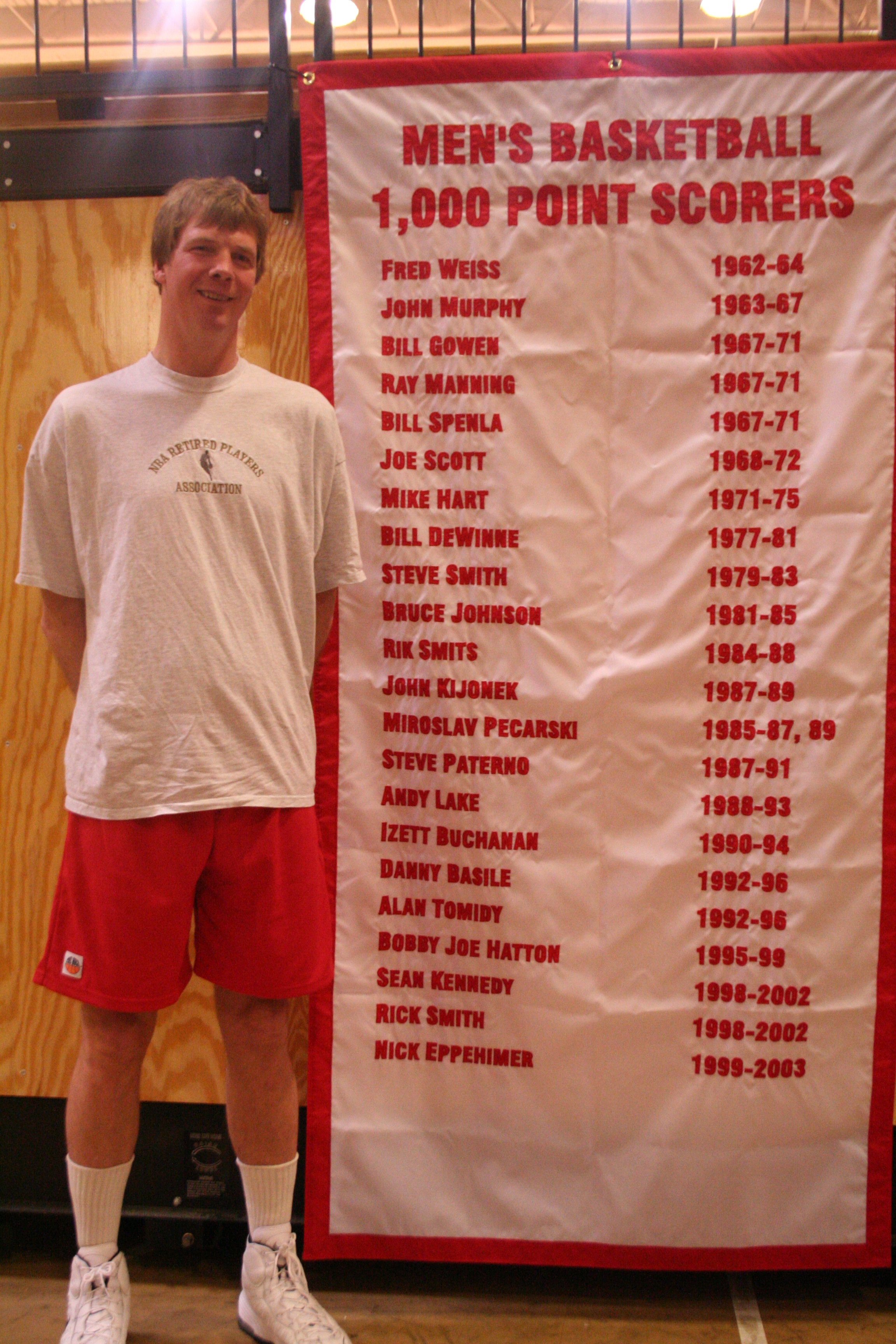
Rik Smits in de ranglijst van basketballers die meer dan 1000 punten scoorden voor Marist College.

- 2x NBA Player of the Week(1995,1998)

 ECAC (NEC)
- NEC Hall of Fame
- 2× ECAC Metro Player of the Year (1987, 1988)
- 3× First-team All-ECAC Metro (1986–1988)
- ECAC Metro Newcomer of the Year (1985)
- ECAC Metro tournament MVP (1986)
- No. 45 retired by Marist Red Foxes

## Statistieken

### Regulier seizoen
| Seizoen  | Team           | WG  | WS  | MPW  | 2P%  | 3P%  | FW%   | RPW | APW | SPW | BPW | PPW  |
| -------- | -------------- | --- | --- | ---- | ---- | ---- | ----- | --- | --- | --- | --- | ---- |
| 1988–89  | Indiana Pacers | 82  | 71  | 24.9 | .517 | .000 | .722  | 6.1 | .9  | .4  | 1.8 | 11.7 |
| 1989–90  | Indiana Pacers | 82  | 82  | 29.3 | .533 | .000 | .811  | 6.2 | 1.7 | .6  | 2.1 | 15.5 |
| 1990–91  | Indiana Pacers | 76  | 38  | 22.2 | .485 | —    | .762  | 4.7 | 1.1 | .3  | 1.5 | 10.9 |
| 1991–92  | Indiana Pacers | 74  | 55  | 23.9 | .510 | .000 | .788  | 5.6 | 1.6 | .4  | 1.4 | 13.8 |
| 1992–93  | Indiana Pacers | 81  | 81  | 25.6 | .486 | —    | .732  | 5.3 | 1.5 | .3  | .9  | 14.3 |
| 1993–94  | Indiana Pacers | 78  | 75  | 27.1 | .534 | .000 | .793  | 6.2 | 2.0 | .6  | 1.0 | 15.7 |
| 1994–95  | Indiana Pacers | 78  | 78  | 30.5 | .526 | .000 | .753  | 7.7 | 1.4 | .5  | 1.0 | 17.9 |
| 1995–96  | Indiana Pacers | 63  | 63  | 30.2 | .521 | .200 | .788  | 6.9 | 1.7 | .3  | .7  | 18.5 |
| 1996–97  | Indiana Pacers | 52  | 52  | 29.2 | .486 | .250 | .797  | 6.9 | 1.3 | .4  | 1.1 | 17.1 |
| 1997–98  | Indiana Pacers | 73  | 69  | 28.6 | .495 | .000 | .783  | 6.9 | 1.4 | .6  | 1.2 | 16.7 |
| 1998–99  | Indiana Pacers | 49  | 49  | 25.9 | .490 | .000 | .818  | 5.6 | 1.1 | .4  | 1.1 | 14.9 |
| 1999–00  | Indiana Pacers | 79  | 79  | 23.4 | .484 | .000 | .739  | 5.1 | 1.1 | .2  | 1.3 | 12.9 |
| Carrière | Carrière       | 867 | 792 | 26.6 | .507 | .115 | .773  | 6.1 | 1.4 | .4  | 1.2 | 14.8 |
| All-Star | All-Star       | 1   | 0   | 21.0 | .429 | —    | 1.000 | 7.0 | 4.0 | .0  | 2.0 | 10.0 |

### Play-offs
| Seizoen  | Team           | WG  | WS | MPW  | 2P%  | 3P%   | FW%   | RPW | APW | SPW | BPW | PPW  |
| -------- | -------------- | --- | -- | ---- | ---- | ----- | ----- | --- | --- | --- | --- | ---- |
| 1989–90  | Indiana Pacers | 3   | 3  | 32.0 | .500 | —     | .818  | 5.3 | 1.0 | .7  | 1.3 | 12.3 |
| 1990–91  | Indiana Pacers | 5   | 0  | 17.6 | .568 | —     | .875  | 3.6 | .4  | .2  | 1.4 | 9.8  |
| 1991–92  | Indiana Pacers | 3   | 1  | 9.3  | .364 | —     | 1.000 | 2.0 | .0  | .7  | .3  | 3.3  |
| 1992–93  | Indiana Pacers | 4   | 4  | 35.8 | .578 | .000  | .727  | 8.0 | 1.8 | 1.2 | 1.0 | 22.5 |
| 1993–94  | Indiana Pacers | 16  | 16 | 28.1 | .472 | —     | .806  | 5.3 | 1.9 | .6  | .6  | 16.0 |
| 1994–95  | Indiana Pacers | 17  | 17 | 32.1 | .547 | 1.000 | .804  | 7.0 | 2.0 | .3  | .8  | 20.1 |
| 1995–96  | Indiana Pacers | 5   | 5  | 33.2 | .545 | —     | .786  | 7.4 | 1.6 | .4  | .4  | 19.0 |
| 1997–98  | Indiana Pacers | 16  | 16 | 29.8 | .502 | .000  | .859  | 5.3 | 1.3 | .5  | .9  | 16.6 |
| 1998–99  | Indiana Pacers | 13  | 13 | 22.5 | .456 | —     | .950  | 5.0 | .7  | .5  | 1.2 | 11.8 |
| 1999–00  | Indiana Pacers | 22  | 21 | 21.0 | .498 | .000  | .875  | 3.5 | 1.0 | .4  | .9  | 11.0 |
| Carrière | Carrière       | 104 | 96 | 26.4 | .507 | .250  | .829  | 5.2 | 1.3 | .5  | .9  | 14.8 |

## Trivia
- In de film Coming to America, met Eddie Murphy, is Rik Smits heel even te zien in een fragment waarin een basketbalwedstrijd wordt bijgewoond.
- Smits heeft een zoon genaamd Derrik Smits die van 2016 tot 2019 voor het herenbasketbalteam van Valparaiso University speelde.
- De journalist Tim Overdiek schreef een biografie over Smits, getiteld Rik Smits, Dunking Dutchman (Uitgeverij Thomas Rap, 1997).
- RTL5 maakte een documentaire over Smits in zijn laatste jaar(2000) als professioneel basketballer getiteld Lengte kun je niet leren.[8]
- In 2015 maakte de NOS-Andere Tijden Sport een documentaire over Smits getiteld Rik Smits: van zero tot hero.[2]
- Smits komt als personage voor in de video games NBA Jam Tournament Edition, NBA Hang Time en NBA Jam Extreme